# پرنده آبی چلسی
پرنده آبی چلسی (به انگلیسی: Bluebird of Chelsea) یک کشتی است که طول آن ۵۲ فوت (۱۶ متر) می‌باشد. این کشتی در سال ۱۹۳۱ ساخته شد.